# Youthanasia
| 전문가 평가                      | 전문가 평가 |
| 평가 점수                        | 평가 점수   |
| 출처                             | 점수        |
| -------------------------------- | ----------- |
| AllMusic                         | [ 1 ]       |
| Collector's Guide to Heavy Metal | 8/10        |
| Entertainment Weekly             | B−          |
| Los Angeles Times                | [ 4 ]       |
| Metal Forces                     | 7.5/10      |
| Q                                | [ 6 ]       |
| The Rolling Stone Album Guide    | [ 7 ]       |
| Sputnikmusic                     | [ 8 ]       |

《Youthanasia》는 미국의 헤비 메탈 밴드 메가데스의 여섯 번째 스튜디오 음반으로, 1994년 11월 1일, 캐피틀 레코드를 통해 발매되었다. 이 음반은 이전 음반인 《Countdown to Extinction》 (1992년)과 스타일적으로 유사하다. 제목은 말장난으로, 사회가 젊음을 안락사시키고 있음을 암시한다. 커버 아트는 끝없이 이어지는 옷줄 위에 아기를 발 옆에 매달고 있는 할머니의 모습을 담고 있으며, 이는 타이틀곡의 한 줄을 직접적으로 참조한 것이다.
《Youthanasia》는 발매와 동시에 긍정적인 평가를 받았다. 상업적으로 성공하여 빌보드 200 차트에서 4위에 올랐고, 1995년에는 미국에서 100만 장을 출하하여 플래티넘 인증을 받았다. 여러 보너스 트랙과 상세한 라이너 노트가 포함된 리믹스 및 리마스터 에디션은 2004년 7월 27일에 재발매되었다.

## 배경 및 녹음
메가데스의 이전 스튜디오 발매작인 《Countdown to Extinction》은 밴드의 가장 큰 상업적 성과가 되어 빌보드 200 차트 2위에 진입했고, 결국 더블 플래티넘이 되었다. 그 결과 북미 전역에서 지속적으로 매진되었고, 해외에서도 강력한 팔로워를 확보했다. 《Youthanasia》와 함께 밴드는 더 주류 사운드로 자리를 옮겼다.
메가데스에게는 문제와 갈등의 시기였으며, 프론트맨 데이브 머스테인에 따르면 약 2주마다 그룹을 민주주의 국가로 만들기 위해 "터무니없는 감정 개입"이 있었다고 한다. 이 기간 동안 많은 밴드 회의에서 머스테인이 "성공적인 공식"을 창의적으로 통제하는 것과 관련이 있었으며, 이를 통해 나머지 밴드들은 창의력을 더 잘 발휘할 수 있었다. 또 다른 문제는 녹음 장소를 결정하지 못했다는 점이었다. 머스테인은 로스앤젤레스에서 녹음을 원하지 않았기 때문에 대부분의 밴드가 애리조나주에 거주하고 있었기 때문에 결국 피닉스에서 녹음하기로 결정했다.
음반 세션은 1994년 1월에 페이즈 포 스튜디오 (템페)에서 처음 시작되었으며, 몇 주 후 피닉스의 빈티지 레코더로 옮겨져 5월까지 계속되었다. 이 스튜디오는 종종 《Evolver》 비디오의 장면을 촬영하는 장소이기도 한다. 프로듀서 맥스 노먼은 밴드, 캐피틀, 노먼의 자금 지원과 협력하여 새로운 전용 스튜디오를 만들자고 제안했다. 모듈형 스튜디오는 사우스 피닉스의 창고에 지어졌다. 녹음 과정에 대해 머스테인은 《Youthanasia》가 스튜디오에서만 작곡되었다고 말했다. "우리는 오래되고 목록화된 자료를 연주하지 않았습니다. 과거 어느 것도 새로운 음반에 큰 영향을 미치지 않았습니다." 그는 다른 멤버들에게 "더 많은 자유"를 주었으며 음반을 "매우 완전한 밴드 활동"이라고 불렀다.

## 커버 아트 및 제목
휴 심의 커버 아트는 끝이 없어 보이는 빨랫줄에 아기들을 발 옆에 매달고 있는 할머니의 모습을 담고 있다. 베이시스트 데이비드 엘렙슨에 따르면 이 커버 아트 콘셉트는 타이틀곡 "우리는 말리기 위해 어울렸다"의 한 구절에서 직접 영감을 받았다고 한다. 그는 타이틀곡이 "우리 음악을 듣는 젊은이들에 대한 우리의 감정과 그들의 미래가 그들에게 어떤 영향을 미치는지를 가장 잘 표현한 곡일 것"이라고 설명했습니다. 마치 선택의 여지가 있거나, 적극적으로 행동할 수 있거나, 'Youthanasia'를 선택할 수 있는 것과 같습니다." 제목은 "Youth(청춘)"과 "Euthanasia(안락사)"라는 단어의 합성어이다. 머스테인은 이 타이틀의 아이디어가 잭 케보키언에 대한 이야기뿐만 아니라 마약, 범죄, 폭력, 육아 부족과 같은 문제를 언급하며 젊은이들의 웰빙 상태가 악화되는 것에서 비롯되었다고 말했다. 이 커버 아트의 라이브 버전은 〈Train of Consequences〉 뮤직 비디오에서도 볼 수 있다.
이전 음반 《Countdown to Extinction》과 마찬가지로, 《Youthanasia》는 밴드의 마스코트인 빅 래틀헤드가 앞면 커버에 등장하지 않고, 뒷면에 등장하는 두 번째 음반이다.

## 곡 목록
모든 곡들은 특별한 언급이 없는 한 데이브 머스테인, 데이비드 엘렙슨, 마티 프리드먼 그리고 닉 멘자에 의해 작사/작곡하였다.
| #  | 제목                      | 재생 시간 |
| -- | ------------------------- | --------- |
| 1. | 〈Reckoning Day〉         | 4:34      |
| 2. | 〈Train of Consequences〉 | 3:26      |
| 3. | 〈Addicted to Chaos〉     | 5:26      |
| 4. | 〈A Tout le Monde〉       | 4:28      |
| 5. | 〈Elysian Fields〉        | 4:03      |
| 6. | 〈The Killing Road〉      | 3:57      |

| #   | 제목                        | 재생 시간 |
| --- | --------------------------- | --------- |
| 7.  | 〈Blood of Heroes〉         | 3:57      |
| 8.  | 〈Family Tree〉             | 4:07      |
| 9.  | 〈Youthanasia〉             | 4:09      |
| 10. | 〈I Thought I Knew It All〉 | 3:44      |
| 11. | 〈Black Curtains〉          | 3:39      |
| 12. | 〈Victory〉                 | 4:27      |

| #   | 제목                        | 작사·작곡          | 재생 시간 |
| --- | --------------------------- | ------------------ | --------- |
| 13. | 〈Millennium of the Blind〉 | 머스테인, 프리드먼 | 2:15      |
| 14. | 〈New World Order〉 (Demo)  |                    | 3:45      |
| 15. | 〈Absolution〉 (기악)       |                    | 3:27      |
| 16. | 〈A Tout le Monde〉 (Demo)  |                    | 6:20      |

## 인증
| 국가                                                            | 인증     | 판매량/출하량 |
| --------------------------------------------------------------- | -------- | ------------- |
| 아르헨티나 (CAPIF) Release of 1994                              | 골드     | 30,000^       |
| 아르헨티나 (CAPIF) Release of 2004                              | 골드     | 20,000^       |
| 캐나다 (뮤직 캐나다)                                            | 플래티넘 | 100,000^      |
| 핀란드 (Musiikkituottajat)                                      | 골드     | 20,216        |
| 일본 (RIAJ)                                                     | 골드     | 100,000^      |
| 말레이시아                                                      | 플래티넘 | 25,000        |
| 영국 (BPI)                                                      | 골드     | 100,000       |
| 미국 (RIAA)                                                     | 플래티넘 | 1,000,000^    |
| ^출하량을 기반으로 한 인증 · 판매량+스트리밍을 기반으로 한 인증 |          |               |